# Brottsbekämpning
Brottsbekämpning är ett samlingsbegrepp för alla åtgärder som syftar till att motverka befintlig brottslighet, genom exempelvis spaning eller direkt patrullering av brottsdrabbade områden, så kallade hotspots. Brottsbekämpning skall emellertid inte förväxlas med brottsprevention. Att bekämpa innebär att motverka något som existerar medan preventionsåtgärder görs i syfte att förhindra uppkomsten av något som ännu inte finns. Det innebär att en lyckad prevention skulle som konsekvens innebära ett uteblivet behov av bekämpning.